# 多羅龍鰧
多羅龍鰧為輻鰭魚綱鱸形目南極魚亞目阿氏龍鰧科的其中一種，分布於南冰洋威德爾海海域，棲息深度203-1145公尺，體長可達13.7公分，為底棲性魚類，屬肉食性，以多毛類、端足類等為食。